# Karácsonyi angyalkák
A Karácsonyi angyalkák a Frakk, a macskák réme című rajzfilmsorozat második évadjának első része.

## Cselekmény
Közeleg a karácsony, és Károly bácsi nem tudja eldönteni, mit vegyen Irma néninek, és ez fordítva is így van. Ezért mind ketten a kedvenceikhez fordulnak segítségért. A macskák és Frakk elhatározzák, azt vetetik meg gazdáikkal, amire ők leginkább vágynak.

## Alkotók
- Rendezte: Nagy Pál
- Írta: Bálint Ágnes
- Zenéjét szerezte: Pethő Zsolt
- Hangmérnök: Bársony Péter
- Vágó: Czipauer János
- Tervezte: Várnai György
- Háttér: Szálas Gabriella
- Asszisztens: Ifj. Nagy Pál
- Színes technika: Dobrányi Géza, Fülöp Géza
- Felvételvezető: Dreilinger Zsuzsa
- Gyártásvezető: Magyar Gergely Levente
- Produkciós vezető: Gyöpös Sándor, Kunz Román

Készítette a Magyar Televízió megbízásából a Pannónia Filmstúdió

## Szereplők
- Frakk: Szabó Gyula
- Lukrécia: Schubert Éva
- Szerénke: Váradi Hédi
- Károly bácsi: Rajz János
- Irma néni: Pártos Erzsi